# MKS Kusy Szczecin
MKS Kusy Szczecin – polski klub piłki ręcznej kobiet.

## Historia
Międzyszkolny Klub Sportowy „KUSY” powstał w 1958 roku. W latach 1958–1977 MKS „KUSY” był klubem dwu sekcyjnym, działającym przy Szkolnym Związku Sportowym. Utalentowana sportowo młodzież trenowała w klubie piłkę ręczną i gimnastykę sportową.
W 1978 roku dołączyła sekcja siatkówki dziewcząt i wraz z nią, decyzją władz oświatowych i Zarządu Wojewódzkiego Szkolnego Związku Sportowego, klub został przejęty przez Międzyszkolny Ośrodek Sportowy. W następnych latach powstawały w klubie kolejne sekcje: lekkoatletyki, koszykówki, badmintona, trójboju nowoczesnego, tenisa stołowego, szachów, szermierki i gimnastyki artystycznej; niektóre sekcje, z różnych przyczyn, zaprzestały działalności.
1 kwietnia 1992 roku MKS „KUSY” został wpisany do Rejestru stowarzyszeń kultury fizycznej Wydziału Spraw Społecznych Urzędu Wojewódzkiego w Szczecinie i uzyskał osobowość prawną Od tego czasu klub prowadził działalność, zgodnie z własnym statutem, jako samodzielna jednostka organizacyjna Międzyszkolnego Ośrodka Sportowego.
W styczniu 1999 r., po przejęciu placówek oświatowych przez Gminę Miasto Szczecin, klub został wpisany do ewidencji Uczniowskich Klubów Sportowych prowadzonej przez Miasto Szczecin. Klub od wielu lat uczestniczy w Ogólnopolskim Programie Szkolenia i Współzawodnictwa Dzieci i Młodzieży Uzdolnionej Sportowo.
Ze względu na liczbę sekcji, liczbę zawodników oraz osiągane wyniki sportowe MKS „KUSY” zaliczany jest do największych i najsilniejszych młodzieżowych klubów sportowych w Polsce. Od 2005 roku jest nieprzerwanie liderem wśród klubów województwa zachodniopomorskiego.

## Sekcja piłki ręcznej
KS „KUSY” prowadzi sekcje żeńskie i męskie w kategoriach: dzieci, młodzik, junior młodszy i junior. Zespoły piłki ręcznej „KUSEGO” biorą udział w rozgrywkach o Mistrzostwo Województwa Zachodniopomorskiego, które są eliminacjami do rozgrywek centralnych o Mistrzostwo Polski lub Puchar Polski. Nasi szczypiorniści odnoszą sukcesy na ogólnopolskich i międzynarodowych turniejach piłki ręcznej. Najlepsi zawodnicy są reprezentantami Młodzieżowej Kadry Narodowej. W historii klubu zdobywaliśmy, i nadal zdobywamy, medale i puchary w najważniejszych rozgrywkach młodzieżowych, zaliczanych do Ogólnopolskiej Klasyfikacji Współzawodnictwa Sportowego Dzieci i Młodzieży. Wychowankowie klubu zasilali w przeszłości ligowe zespoły MKS „POGOŃ” Szczecin, KS „Handball” Szczecin, niektórzy do dziś grają w ligach zachodnioeuropejskich.

### Kobiety
W czerwcu 2019 roku swoją działalność zakończył SPR Pogoń Szczecin, to jedyna żeńska sekcja piłki ręcznej w mieście grająca w seniorskich rozgrywkach. Dzięki zaangażowaniu środowiska sportowego, działaczy oraz byłych zawodniczek postanowiono uzupełnić tę lukę zgłaszając do rozgrywek II ligi (grupa Pomorska) – MKS Kusy Szczecin.

#### Kadra sezon 2019/2020
| Nr  | Imię i nazwisko      | Data urodzenia      | Wzrost | Pozycja    | Poprzedni klub    | Narodowość |
| --- | -------------------- | ------------------- | ------ | ---------- | ----------------- | ---------- |
| 14. | Dominika Ciepłowska  | 24 sierpnia 2002    | 168 cm | Kołowa     | MKS Kusy Szczecin | Polska     |
| 77. | Laura Dąbrowska      | 7 października 2002 | 170 cm | Rozegranie | MKS Kusy Szczecin | Polska     |
| 2.  | Julia Gierat         | 3 kwietnia 2001     | 167 cm | Skrzydłowa | MKS Kusy Szczecin | Polska     |
| 73. | Kaja Izdebska        | 4 października 2000 | 167 cm | Kołowa     | MKS Kusy Szczecin | Polska     |
| 11. | Julia Kokolus        | 21 kwietnia 2001    | 175 cm | Kołowa     | MKS Kusy Szczecin | Polska     |
| 6.  | Nikola Komorniak     | 7 września 2001     | 168 cm | Skrzydłowa | MKS Kusy Szczecin | Polska     |
| 8.  | Hanna Kwiatkowska    | 17 grudnia 2002     | 174 cm | Rozegranie | MKS Kusy Szczecin | Polska     |
| 15. | Gabriela Marszałek   | 7 listopada 2002    | 176 cm | Kołowa     | MKS Kusy Szczecin | Polska     |
| 18. | Klaudia Marzec       | 6 lipca 2002        | 170 cm | Rozegranie | MKS Kusy Szczecin | Polska     |
| 16. | Natalia Okołot       | 5 marca 2002        | 162 cm | Bramkarka  | MKS Kusy Szczecin | Polska     |
| 4.  | Agnieszka Popkowska  | 29 sierpnia 2002    | 170 cm | Rozegranie | MKS Kusy Szczecin | Polska     |
| 9.  | Dominika Roszkiewicz | 9 maja 2001         | 166 cm | Rozegranie | MKS Kusy Szczecin | Polska     |
| 10. | Wiktoria Stefaniak   | 26 listopada 2001   | 170 cm | Rozegranie | MKS Kusy Szczecin | Polska     |
| 3.  | Aleksandra Tkaczuk   | 7 sierpnia 2002     | 164 cm | Skrzydłowa | MKS Kusy Szczecin | Polska     |
| 5.  | Weronika Wilanowska  | 26 czerwca 2001     | 168 cm | Skrzydłowa | MKS Kusy Szczecin | Polska     |
| 1.  | Katarzyna Zimny      | 31 lipca 2001       | 178 cm | Bramkarka  | MKS Kusy Szczecin | Polska     |
| 13. | Kamila Gaszewska     | 2 kwietnia 2001     | 167 cm | Rozegranie | MKS Kusy Szczecin | Polska     |
| 7.  | Nikola Dziuba        | 7 października 2001 | 165 cm | Skrzydłowa | MKS Kusy Szczecin | Polska     |
| 12. | Daria Mocarz         | 18 września 2001    | 173 cm | Bramkarka  | MKS Kusy Szczecin | Polska     |

#### Wychowanki – reprezentantki Polski
Potencjał drzemiący w MKS Kusy Szczecin oraz kadrze trenerskiej możemy od wielu lat podziwiać na arenach międzynarodowych, powołania do juniorskiej, młodzieżowej oraz seniorskiej kadry otrzymało dotychczas aż 11 wychowanek klubu:
1. Daria Zawistowska
2. Karolina Kochaniak
3. Adrianna Płaczek
4. Marlena Urbańska
5. Aleksandra Orowicz
6. Aleksandra Zimny
7. Julia Kokolus
8. Nikola Komorniak
9. Klaudia Marzec
10. Katarzyna Zimny
11. Wiktoria Stefaniak